# FK Spartaks Jūrmala
FK Spartaks är en lettisk fotbollsklubb från Jūrmala som ligger väst om Riga vid havet. 2012 slutade laget 3:a i Lettiska andra divisionen men efter att ha vunnit playoffspelet mot JFK Olimps gick de upp till lettiska högsta divisionen för första gången.
2016 blev klubben lettiska mästare.

## Meriter
- Lettiska ligan: 2016 och 2017.[2]
- Lettiska cupen: 2015.[3]

## Placering tidigare säsonger
| Säsong | Nivå | Liga     | Placering | Referens |
| ------ | ---- | -------- | --------- | -------- |
| 2012   | 1    | Virslīga | 5         | [ 4 ]    |
| 2013   | 1    | Virslīga | 6         | [ 5 ]    |
| 2014   | 1    | Virslīga | 6         | [ 6 ]    |
| 2015   | 1    | Virslīga | 5         | [ 7 ]    |
| 2016   | 1    | Virslīga | 1         | [ 8 ]    |
| 2017   | 1    | Virslīga | 1         | [ 9 ]    |
| 2018   | 1    | Virslīga | 5         | [ 10 ]   |
| 2019   | 1    | Virslīga | 5         | [ 10 ]   |
| 2020   | 1    | Virslīga | 6         | [ 11 ]   |
| 2021   | 1    | Virslīga | 5         | [ 12 ]   |
| 2022   | 1    | Virslīga | 8         | [ 13 ]   |

## Trupp 2022
Uppdaterad: 21 april 2022
| Nr | Land     | Pos | Namn                   |
| -- | -------- | --- | ---------------------- |
| 1  | Lettland | MV  | Dāvis Veisbuks         |
| 2  | Lettland | F   | Klavs Kramens          |
| 3  | Lettland | F   | Timurs Azarovs         |
| 4  | Lettland | MF  | Deniss Meļņiks         |
| 5  | Lettland | MF  | Danila Patijcuks       |
| 6  | Lettland | MF  | Markuss Alpēns         |
| 7  | Ghana    | MF  | Kwadwo Asamoah         |
| 8  | Lettland | MF  | Vladislavs Soloveičiks |
| 9  | Kamerun  | A   | Leonel Wamba           |
| 10 | Nigeria  | MF  | Abiodun Ogunniyi       |
| 11 | Ryssland | MF  | Valentin Zekhov        |
| 12 | Lettland | MV  | Konstantīns Maculevičs |
| 13 | Lettland | A   | Kristaps Puzānovs      |

| Nr | Land     | Pos | Namn                |
| -- | -------- | --- | ------------------- |
| 14 | Lettland | MF  | Oļegs Laizāns       |
| 15 | Lettland | MF  | Raivis Skrebels     |
| 16 | Lettland | F   | Daniels Grauds      |
| 17 | Lettland | A   | Artjoms Zamullo     |
| 18 | Lettland | MF  | Kristians Godiņš    |
| 19 | Lettland | A   | Aļģirdas Gražis     |
| 20 | Lettland | F   | Ņikita Koliņko      |
| 21 | Lettland | F   | Kristers Atars      |
| 23 | Lettland | F   | Rikardo Jagodinskis |
| 24 | Lettland | MV  | Davis Ošs           |
| 25 | Lettland | F   | Mārcis Ošs          |
| 26 | Lettland | A   | Artūrs Ostapenko    |
| 27 | Kroatien | MF  | Tin Vukmanić        |

### Fotnoter
1. ↑  Mikhail Korolev (29 oktober 2016). ”Latvian title first for Spartaks Jūrmala” (på engelska). UEFA. http://www.uefa.com/memberassociations/news/newsid=2417490.html. Läst 16 juli 2017.
2. ↑  http://www.rsssf.com/tablesl/letchamp.html
3. ↑  http://www.rsssf.com/tablesl/letcuphist.html
4. ↑  http://www.rsssf.com/tablesl/let2012.html
5. ↑  http://www.rsssf.com/tablesl/let2013.html
6. ↑  http://www.rsssf.com/tablesl/let2014.html
7. ↑  http://www.rsssf.com/tablesl/let2015.html
8. ↑  http://www.rsssf.com/tablesl/let2016.html
9. ↑  http://www.rsssf.com/tablesl/let2017.html
10. 1 2  http://www.rsssf.com/tablesl/let2018.html
11. ↑  http://www.rsssf.com/tablesl/let2020.html
12. ↑  http://www.rsssf.com/tablesl/let2021.html
13. ↑  Virslīga 2022 på Soccerway
14. ↑  Trupp 2022